# Звонок: Вирус
«Звонок: Вирус» (кор. 링(링 바이러스) — южнокорейская экранизация одноимённого романа Кодзи Судзуки, также являющаяся ремейком японской экранизации.

## Сюжет
Работающая в газете мать-одиночка Сунджу начинает расследование смерти четырёх человек, которые произошли в разных местах, но в один день. Одной из умерших была её племянница Санми. Сунджу предполагает, что причиной смерти был неизвестный вирус. Однако она выясняет, что незадолго перед смертью молодые люди остановились в гостинице, где смотрели некую видеокассету.
Сунджу находит и то, и то. Однако во время просмотра кассеты журналистка узнаёт из субтитров, что ей осталось жить семь дней. Женщина обращается за помощью к доктору Чхве Ёлю, которого даже веселит идея умереть через неделю. После просмотра записи, он просит сделать для него копию. В один из дней кассету смотрит дочь Сунджу, что приводит девушку в полный ужас. Однако Чхве только цинично замечает, у неё теперь большая мотивация для разгадки тайны кассеты. Сам он решает, что кассета представляет собой телекинетическую запись образов в сознании некой женщины.
Обречённые выясняют, что образы эти как-то связанные с девушкой Пак Ынсу, обладавшей паранормальными способностями. Она родилась от внебрачной связи её матери Пак Йонсу, которая тоже была экстрасенсом, и женатого профессора психиатрии Чан Йона. После окончания школы девушка работала в городском клубе, а потом просто исчезла. Сун и Чхве едут на родной остров Ынсу, однако её дядя встречает их весьма неприветливо. Однако в конце концов он рассказал, что у его племянницы была связь со своим сводным братом.
Вернувшись в город, Сун и Чхве находят этого мужчину, который теперь стал художником, и узнают у него о том, что тогда случилось. Во время сексуальной связи он понял, что Ынсу — гермафродит. Тогда молодой человек задушил девушку и сбросил её тело в колодец. Сун и Чхве находят колодец, и доктор спускается в него. Они долго вычерпывают воду с целью нахождения останков, так как надеются, что их захоронение приведёт к исчезновению проклятия. Затем в колодец спускается Сунджу, которой удаётся найти кости девушки.
Семь дней проходят, а Сунджу остаётся жива. Доктор решает, что проклятия больше нет и даже предлагает девушке встречаться. Однако на следующий день у Чхве неожиданно включается телевизор, и он видит, как Ынсу выбирается из колодца и идёт к нему. Сунджу понимает, что причина её спасения в том, что она сделала копию кассеты и дала её Чхве. Теперь она делает новую копию и ради спасения дочери собирается показать запись своей матери.